# میرآصف‌لی
میرآصف‌لی (به لاتین: Mirasəfli) یک منطقه مسکونی در جمهوری آذربایجان است که در شهرستان بردع واقع شده است. میرآصف‌لی ۲۸۳ نفر جمعیت دارد.